# Дом (фильм, 1977)
«Дом» (яп. ハウス Hausu) — комедийный фильм ужасов 1977 года, полнометражный кинодебют японского режиссёра Нобухико Обаяси, вдохновлённый страхами его 7-летней дочери. В конце 2010 года перевыпущен на DVD под эгидой влиятельной Criterion Collection.

## Сюжет
Девочка-подросток, отец которой приводит в дом новую жену, вместе с шестью подругами отправляется в гости к сестре матери, которую не видела с самого детства. Та живёт в уединённом доме где-то в глубинке. Оставшись ночевать в доме обаятельной тёти, девочки одна за другой умирают всё более причудливыми и жуткими способами.

## В ролях
- Кимико Икэгами — Великолепная
- Мики Дзинбо — Кунг-фу
- Ай Мацубара — профессор
- Кумико Оба  — Фэнтези
- Киёхико Одзаки  — мистер  Кейсуке Того
- Ёко Минамида — тётя
- Сахо Сасадзава — отец
- Асэи Кобаяси — фермер
- Томокадзу Миура — жених тёти
- Фуми Дан — учитель
- Godiego — камео